# Mršelji
Mršelji (Servisch cyrillisch Мршељи) is een plaats in de Servische gemeente Požega. De plaats telt 219 inwoners (2002).